# Абдал (Аскинский район)
Абдал (баш. ) — исчезнувшая деревня на территории Аскинского сельсовета Аскинского района Республики Башкортостан России.

## География
Находился на впадении р. Абдал в р. Ямаш.
Сейчас — урочище в 10 км от Аскино.

## История
До упразднения населённый пункт находился в Куяштырском сельсовете.

## Население
Абдал входил в список башкирских селений
В 1895 и 1920 г.г. 13 дворов с 65 жителями.